# امرصاص حروبي (لودر)

تعديل مصدري - تعديل

امرصاص حروبي هي إحدى قرى عزلة زارة بمديرية لودر التابعة لمحافظة أبين، بلغ تعداد سكانها 69 نسمة حسب تعداد اليمن لعام 2004.